# Suck (flod)
Suck (iriska: An tSuca) är en mindre flod i Republiken Irland. Floden skiljer grevskapen Galway och Roscommon från varandra, och mynnar ut i floden Shannon.